# Orona (Unternehmen)

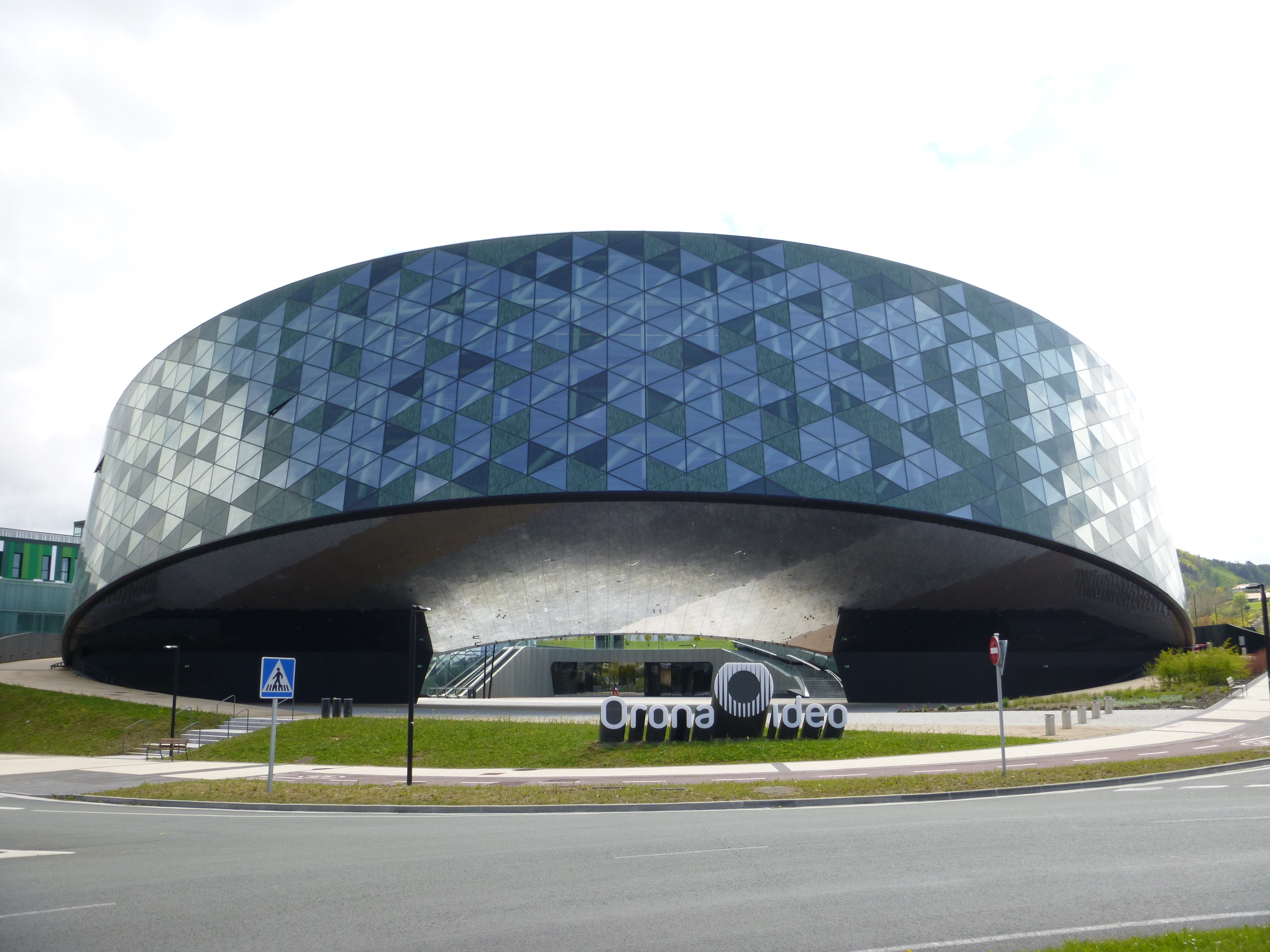
Das Innovationszentrum Orona ideo

Orona ist ein spanischer Aufzug- und Rolltreppenhersteller mit Sitz in Hernani bei San Sebastián. Das Unternehmen wurde 1964 gegründet. Laut Angaben des Unternehmens stammte im Jahr 2019 jeder zehnte neue Aufzug in Europa von Orona.
Nach der Unternehmensgründung war Orona zunächst im Kesselbau tätig und begann schließlich Aufzüge des italienischen Herstellers Sabiem in Lizenz zu fertigen. Nach dem Auslaufen der Lizenz 1975 startete Orona mit der Produktion eigener Aufzugsmodelle unter eigenem Namen. Seit 1989 zählen auch Rolltreppen zum Produktportfolio des Unternehmens.
Bis 2022 war Orona Teil des genossenschaftlichen Mischkonzerns Mondragón. Im Dezember 2022 stimmten die Mitarbeiter des Unternehmens mehrheitlich für einen Austritt aus dem genossenschaftlichen Verbund. Zeitgleich verließ auch die Ulma Gruppe den Mondragón Verbund. Grund hierfür war maßgeblich der Wunsch nach mehr Autonomie.